# Oblaz
Oblaz, ukrajinsky Облаз, maďarsky Forduló, je část obce Monastyrec, v Horinčovském jednotném územním společenství, v okrese Chust, v Zakarpatské oblasti Ukrajiny. Místní částí obce je Sadava (ukrajinsky Садава). V roce 2001 v obci žilo 219 obyvatel.